# Matematična operacija
Matemátična operácija (tudi  račúnska operácija ali operátor) je matematična preslikava, ki urejeni n-terici podatkov (a, b,...,d) iz kartezičnega produkta A × B ×...× D priredi rezultat operacije, element z iz množice Z. 
Če so vse naštete množice med sabo enake (A = B = ... = D = Z), potem je ustrezna operacija notranja operacija v množici A. Najbolj znane so matematične operacije s števili. Imenujejo se tudi aritmetične operacije (iz grščine starogrško αριθμός: arithmos - število).
Če naštete množice niso vse med sabo enake, govorimo o zunanji operaciji. Zgleda zunanjih operacij sta:
- množenje vektorja s skalarjem
- skalarni produkt

Izraz operator uporabljamo zlasti za matematične operacije nad funkcijami, npr. odvod, integral ipd.
Operaciji med funkcijami sta na primer kompozicija in konvolucija.

## Operacije glede na število členov
Operacija, ki ima n podatkov( je n-mestna), se imenuje n-člena operacija.
- Niččlena operacija je operacija, ki nima podakov, rezultat pa je vedno isti. Niččlena operacija je torej drug izraz za konstanto.
- Enočlena operacija (tudi unarna operacija) je poljubna funkcija A → Z. Zgledi enočlenih operacij so:
  - negacija
  - komplement množice
  - nasprotna vrednost, obratna vrednost (recipročna vrednost)
  - absolutna vrednost
  - trigonometrične funkcije (sinus, kosinus, tangens)
- Dvočlena operacija (tudi binarna operacija) urejenemu paru (a, b) iz kartezičnega produkta A × B priredi rezultat operacije, element z iz množice Z. Zgledi dvočlenih operacij so:
  - konjunkcija, disjunkcija
  - presek množic, unija množic
  - seštevanje, odštevanje, množenje, deljenje, potenciranje
- Veččlene matematične operacije so nekoliko manj pogoste, a nekaj zgledov vseeno obstaja:
  - zgled tričlene operacije je mešani produkt vektorjev

{\displaystyle ({\vec {a}},{\vec {b}},{\vec {c}})={\vec {a}}\cdot ({\vec {b}}\times {\vec {c}})}
- - zgled štiričlene operacije je dvovrstična determinanta

{\displaystyle {\begin{vmatrix}a&b\\c&d\end{vmatrix}}=ad-bc}